# Псевдоэфедрин
Псевдоэфедри́н — адреномиметическое, сосудосуживающее, бронхорасширяющее, антиконгестивное лекарственное средство. Алкалоид, выделяемый из побегов эфедры хвощовой (Ephedra equisetina Bge.), в которых содержится совместно с эфедрином.
Бесцветные игольчатые кристаллы или белый кристаллический порошок со слабым специфическим запахом, легко растворим в воде и этаноле, умеренно — в хлороформе.
По фармакологическим свойствам близок к эфедрину, но менее активен и токсичен.

## Общая информация
Псевдоэфедрин был предложен для применения у взрослых при бронхиальной астме (при формах лёгкой и средней тяжести) и астматических бронхитах. В настоящее время существуют другие эффективные бронхолитические адреностимуляторы (орципреналин, фенотерол, сальбутамол и др.), метилксантины (теопэк и др.), холинолитики (тровентол, атровент и др.).
На данный момент псевдоэфедрин позиционируется как деконгестант для системного применения (АТХ группа R01B), в том числе в различных комбинациях: декстрометорфан + парацетамол + псевдоэфедрин (препараты «Гриппекс», «Грипэнд», «Далерон Колд 3»), парацетамол + псевдоэфедрин + хлорфенамин (препарат «АнтиФлу»). Но из-за нежелательных эффектов, в частности из-за частого развития бессонницы и повышения артериального давления, также не находит широкого применения.
Псевдоэфедрин может применяться для приготовления в кустарных условиях наркотического средства — психостимулятора метамфетамина (первитина), в связи с чем оборот лекарственных средств, содержащих этот препарат, ограничен.

## Фармакологическое действие
Оказывает альфа-адреностимулирующее, бета-адреностимулирующее, бронходилатирующее и вазоконстрикторное действие, стимулирует ЦНС, проявляет кардиостимулирующее действие, повышает артериальное давление.
Возбуждает альфа-адренергические рецепторы сосудов слизистой оболочки дыхательных путей и вызывает их сужение. Уменьшает гиперемию тканей, отек и заложенность носа, улучшает проходимость носовых путей. Способствует дренированию выделений из носовых пазух и открытию отверстия закупоренной евстахиевой трубы.
После приема внутрь начинает действовать через 15—30 мин., максимальный эффект достигается через 30—60 мин., продолжительность действия 3—4 ч. Метаболизируется в печени (частично). Выводится почками (в неизмененном виде около 55—75 %). При кислой реакции мочи скорость выведения увеличивается. Проникает в грудное молоко.

## Применение
Показания
Бронхиальная астма (легкой и средней тяжести), хроническая обструктивная болезнь легких, артериальная гипотензия.
Отечность слизистой оболочки носа, околоносовых пазух и евстахиевой трубы при рините (острый, вазомоторный, аллергический), синусите (острый, подострый), аэроотите, среднем отите (острый серозный), в том числе с отеком евстахиевой трубы, остром евстахиите, крупе, остром трахеобронхите, в том числе в качестве вспомогательного средства при комбинированной терапии с анальгезирующими, антигистаминными, противокашлевыми, отхаркивающими средствами и антибиотиками.
Показана эффективность при лечении недержания мочи при напряжении (во время кашля или при других усилиях) и слабости уретрального сфинктера.
Противопоказания
Гиперчувствительность, артериальная гипертензия, коронароатеросклероз, атеросклероз сосудов головного мозга, хроническая сердечная недостаточность, тиреотоксикоз, бессонница, беременность.
Детский возраст (до 12 лет).
С осторожностью
Сахарный диабет, предрасположенность к глаукоме, гипертрофия предстательной железы.
Применение при беременности и кормлении грудью
Противопоказано при беременности (исследования у человека не проводились). Исследования на животных не выявили тератогенного действия на плод, но псевдоэфедрин понижал среднюю массу и длину тела, скорость образования костного вещества в скелете у плода животных.
На время лечения следует прекратить грудное вскармливание (риск побочных эффектов симпатомиметических аминов для новорожденных и недоношенных детей).
Побочное действие
Тремор, сердцебиение, психическое возбуждение, бессонница, задержка мочи, снижение аппетита, рвота, повышенное потоотделение, аллергические реакции (кожная сыпь).

## Режим дозирования
Внутрь, независимо от приема пищи, по 0,03—0,06 г 2—3 раза в сутки. Курс лечения 10—20 дней. Поддерживающая терапия — 0,03 г/сут. (на ночь).
Взаимодействие
Средства для ингаляционного наркоза, в том числе хлороформ, галотан, трихлороэтилен и другие производные углеводородов (повышают чувствительность миокарда к псевдоэфедрину), препараты наперстянки и леводопы повышают риск развития тяжелых желудочковых аритмий. Снижает эффект антигипертензивных и диуретических средств, бета-адреноблокаторов, усиливает — лекарственных средств, стимулирующих ЦНС. Соли лимонной кислоты увеличивают продолжительность действия (снижают скорость выведения с мочой). Кокаин (при аппликации на слизистые оболочки) усиливает действие на сердечно-сосудистую систему (взаимно) и повышает риск неблагоприятных эффектов. Ингибиторы МАО, в том числе селегилин (вследствие накопления катехоламинов во внутринейрональных депо), фуразолидон, прокарбазин, симпатомиметики, в том числе агонисты бета-адренорецепторов и гормоны щитовидной железы потенцируют эффективность и повышают возможность развития побочных эффектов. Ослабляет антиангинальный эффект нитратов. Алкалоиды раувольфии ослабляют действие (вследствие истощения запасов катехоламинов).

## Особые указания
С осторожностью назначают пожилым (информация о зависимости эффекта от возраста у пожилых людей отсутствует). У мужчин пожилого возраста высока вероятность гипертрофии предстательной железы, что может потребовать корректировки дозы. Не следует назначать в период применения ингибиторов МАО и в течение 14 дней после их отмены.
Необходимо принимать препарат за несколько часов до сна, чтобы снизить до минимума возможность появления бессонницы.
Псевдоэфедрин может вызывать нарушения сна и кошмары, особенно у детей младшего возраста, также применение псевдоэфедрина связывалось с редкими случаями возникновения визуальных галлюцинаций у детей.

## Правовой статус
В Российской Федерации псевдоэфедрин входит в Список IV «Перечня наркотических средств, психотропных веществ и их прекурсоров, подлежащих контролю в Российской Федерации» как один из прекурсоров, оборот которых в РФ ограничен и в отношении которых устанавливаются меры контроля в соответствии с законодательством РФ и международными договорами РФ. Кустарно изготовленные препараты псевдоэфедрина входят как наркотическое средство в Список I «Перечня наркотических средств…» (оборот запрещён).